# Taylor John Smith
Taylor John Smith (* 13. Mai 1995 in Los Angeles, Kalifornien) ist ein US-amerikanischer Schauspieler.

## Leben und Karriere
Taylor John Smith ist gebürtig aus Los Angeles, zog aber mit seiner Familie insgesamt neunmal um, bevor er dreizehn Jahre alt war.
Smith begann seine Filmkarriere im Jahr 2012 mit einer Statistenrolle in Die Tribute von Panem – The Hunger Games. In den anschließenden Jahren folgten einige Gastrollen in Fernsehserien sowie gelegentliche kleinere Auftritte in Kinofilmen. 2016 spielte er eine Nebenrolle als Luke in vier Folgen von American Crime. Erste größere Filmrollen hatte er in dem Sportdrama Wolves (2016) neben Michael Shannon sowie in dem Thriller You Get Me (2017) an der Seite von Bella Thorne, in beiden Filmen verkörperte er jeweils einen Highschool-Schüler. 2018 steigerte er seinen Bekanntheitsgrad mit einer Hauptrolle als Dorf-Außenseiter John Keene in der Miniserie Sharp Objects mit Amy Adams. Nach Sharp Objects konzentrierte sich Smith auf Kinofilme; er spielte in dem Horrorfilm Shadow in the Cloud (2021) einen Soldaten und war als FBI-Agent im Thriller Blacklight (2022) neben Liam Neeson zu sehen.
Seine erste Hauptrolle in einer größeren Kinoproduktion spielte Taylor John Smith als Tate Walker in der 2022 angelaufenen Literaturverfilmung Der Gesang der Flusskrebse, basierend auf dem gleichnamigen Roman von Delia Owens.

## Filmografie
- 2012: Die Tribute von Panem – The Hunger Games (The Hunger Games)
- 2013: Perception (Fernsehserie, Folge 2x04 Es waren einmal die Wahrheiten)
- 2014: Twisted (Fernsehserie, 2 Folgen)
- 2014: Ghost Movie 2 (A Haunted House 2)
- 2014: CSI: Vegas (CSI: Crime Scene Investigation, Fernsehserie, Folge 15x04 Aus dem Buch der Schatten)
- 2014: Professor Love (Some Kind of Beautiful)
- 2014: More Time with Family (Fernsehfilm)
- 2014: Divide & Conquer (Fernsehfilm)
- 2015: Hart of Dixie (Fernsehserie, Folge 4x06)
- 2015: Hawaii Five-0 (Fernsehserie, Folge 5x17 Auf der Lauer)
- 2015: Grey’s Anatomy (Fernsehserie, Folge 11x18 Zukunftswünsche)
- 2015: Der ganz normale Studentenwahnsinn (Resident Advisors, Miniserie, Folge 1x06)
- 2015: Chicago P.D. (Fernsehserie, Folge 2x22 Vendetta)
- 2015: Insidious: Chapter 3 – Jede Geschichte hat einen Anfang (Insidious: Chapter 3)
- 2015: Hayley Kiyoko: Girls Like Girls
- 2015: Martyrs
- 2015: Guidance (Fernsehserie, 2 Folgen)
- 2016: American Crime (Fernsehserie, 4 Folgen)
- 2016: Wolves
- 2016: Faking It (Fernsehserie, Folge 3x09)
- 2016: Almost Friends (Holding Patterns)
- 2016: Cruel Intentions (Fernsehfilm)
- 2017: You Get Me
- 2017: Lost Child
- 2018: Hunter Killer
- 2018: Logic: One Day feat. Ryan Tedder
- 2018: Sharp Objects (Miniserie, 8 Folgen)
- 2019: The Outpost – Überleben ist alles (The Outpost)
- 2020: Shadow in the Cloud
- 2022: Blacklight
- 2022: Der Gesang der Flusskrebse (Where the Crawdads Sing)
- 2024: Depravity
- 2025: Warfare